# Scirpoides dioecus
Scirpoides dioecus là loài thực vật có hoa trong họ Cói. Loài này được (Kunth) Browning miêu tả khoa học đầu tiên năm 1994.